# شارلوت واکر
شارلوت واکر (انگلیسی: Charlotte Walker؛ ۲۰ دسامبر ۱۸۷۶ یا ۱۸۷۸ – ۲۳ مارس ۱۹۵۸) بازیگر اهل ایالات متحده آمریکا بود.
از فیلم‌ها یا برنامه‌های تلویزیونی که وی در آن نقش داشته‌است، می‌توان به مردان و یاران اشاره کرد.